# José Romaní
José Romaní o Giuseppe Romani (fallecido en Madrid, c. 1680) fue un pintor barroco italiano activo en España, seguidor de la quadratura de Agostino Mitelli y Michele Colonna.
Según Antonio Palomino, a quien se debe prácticamente toda la información disponible sobre el pintor, fue natural de Bolonia y discípulo de Colonna, aunque ninguna fuente boloñesa lo menciona. Establecido en Madrid, pintó al óleo y al fresco para el Almirante de Castilla en su casa del Prado de Recoletos, en la que ya había trabajado Colonna. En ella Romaní se encargó de pintar «algunos frontis de puertas y ventanas, y algunos techos, con aquel extremado gusto de tan buena escuela, no solo en la arquitectura, y adornos, sino también en las figuras, y chicuelos, con gran acierto, e inteligencia de los escorzos, y de la perspectiva». También eran suyas, siempre según Palomino, las pinturas murales del presbiterio de la iglesia de los italianos, o de San Pedro y san Pablo en la carrera de San Jerónimo, y las de la capilla del Cristo Crucificado a los pies de la iglesia de Nuestra Señora de Atocha, entre otras iglesias madrileñas en las que trabajó, todas ellas desaparecidas, como también el que llamaba palacio alto de Boadilla, posiblemente el de la Huerta de Sora de Gaspar de Haro y Guzmán, marqués de Heliche, donde pintó la lucha de Hércules y Anteo, «valientes figuras, pero ya consumidas del tiempo: lo que no está la pintura, que ejecutó debajo del cobertizo, donde hizo diferentes fábulas, con muy excelente arquitectura, y galantes adornos».
Al margen de lo indicado por Palomino, consta que en 1677 era miembro de la Cofradía de los Siete Dolores, a la que pertenecían la mayoría de los pintores de Madrid. Alrededor de tres años después, y a los sesenta y cuatro de su edad, falleció en la corte y fue enterrado en la parroquia de San Ildefonso, según Palomino, que terminaba afirmando, por haberlo tratado, que era hombre «de genio muy modesto, humilde, y amable».